# Axis and Allies
Pour les articles homonymes, voir Axis and Allies (homonymie) et A&A.
Axis and Allies (A&A) est un jeu de stratégie, édité par MB, mettant en scène une simulation de la Seconde Guerre mondiale au printemps 1940.
Il s'agit d'un jeu sur plateau pour 2 à 5 joueurs pour une durée d'environ 3 heures. Le jeu exige un sens de réflexion et de conception de stratégies.

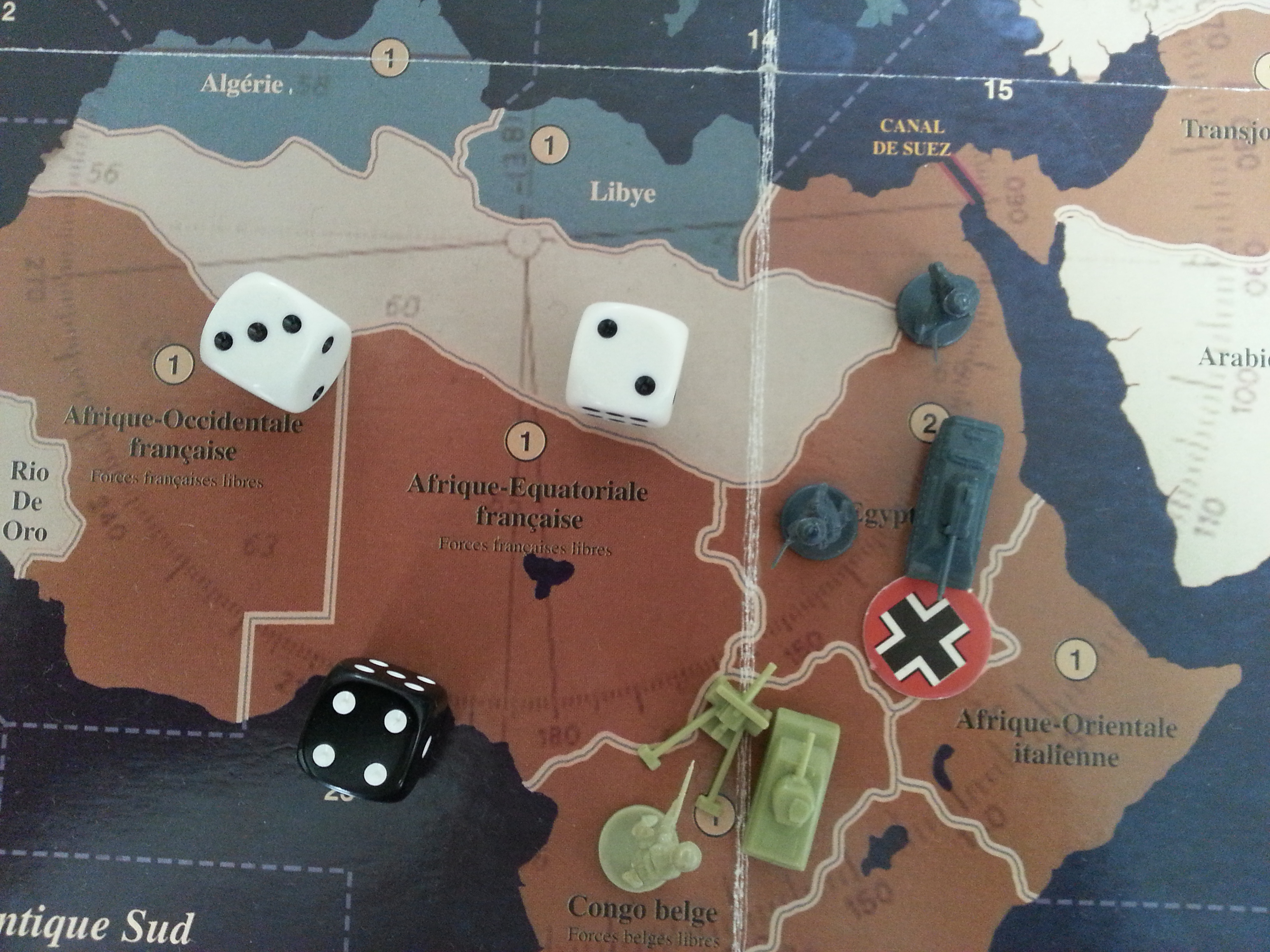
Résistance du Congo Belge face aux allemand au jeu Axis &Allies

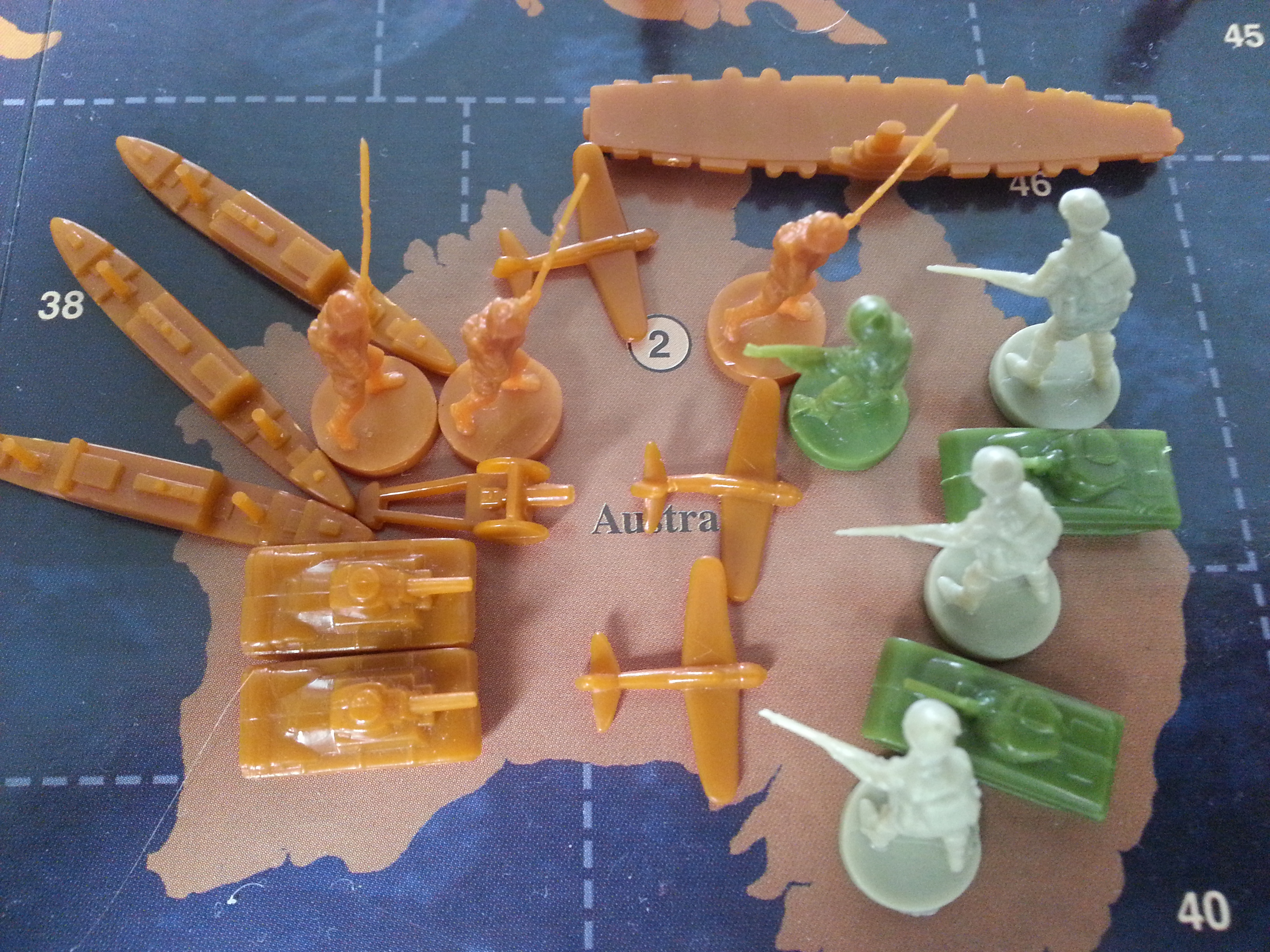
Invasion de l'Australie par les Japonais au jeu Axis&Allies

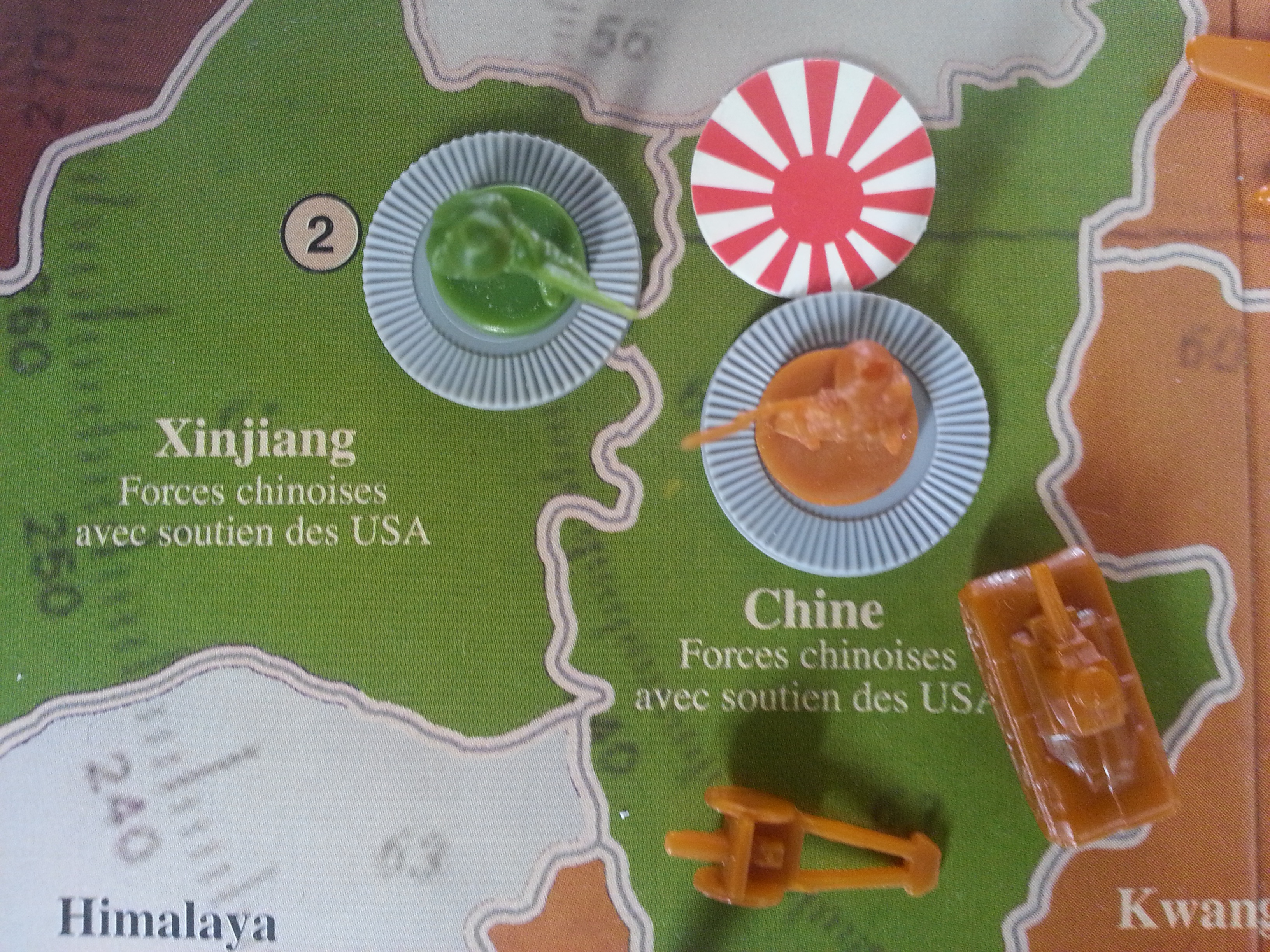
Invasion de la Chine par les Japonais au jeu Axis&Allies

## Principe général
Le jeu consiste à incarner un des cinq acteurs majeurs de cette guerre : l'Union soviétique, l'Allemagne, l'Empire britannique, le Japon ou les États-Unis. Les joueurs sont divisés en deux équipes : l'Axe (l'Allemagne et le Japon) et les Alliés (l'Union soviétique, l'Empire britannique et les États-Unis).

## Règles
Fonctionnant avec un principe de tour par tour, les joueurs sont appelés à effectuer sept actions spécifiques par tour en vue de remporter la guerre :
- Développement des technologies
- Production des unités
- Mouvement de combat
- Réalisation des combats
- Mouvement de non-combat
- Disposition des unités produites
- Réception de l'argent (symbolisant la capacité de production)

Chaque camp a une situation économique, militaire et géographique qui l'oblige à agir en en tenant compte.

« Par exemple, l'URSS a une situation délicate : à l'Est se trouve le Japon tentant de maintenir, voir élargir son pied sur le continent, tandis qu'à l'Ouest, l'Allemagne, aux portes de Moscou, est nettement plus menaçante. L'URSS doit donc réussir à envahir l'Allemagne de façon terrestre sans toutefois perdre du terrain au profit du Japon. »

L'attrait principal du jeu réside dans la multitude d'unités présentes sur le plateau de jeu (infanterie, blindés, chasseurs, bombardiers, sous-marin, porte-avions, croiseurs, unités de DCA…) et dans l'importance de prévoir l'ensemble des scénarios stratégiques possibles. Bien que les règles ne soient pas très complexes, elles sont nombreuses, ce qui peut prendre un certain temps avant de maîtriser l'ensemble du jeu.
Même si ce jeu est prévu et jouable de 2 à 5 joueurs, c'est souvent la partie à 4 joueurs qui s'avère la plus passionnante : le même joueur prend alors les États-Unis et l'URSS en charge, ce qui l'implique davantage dans la partie. Jouer uniquement l'URSS est parfois frustrant par rapport aux autres nations, car il faut s'inscrire dans une stratégie souvent très défensive et attendre l'aide des alliés.

## Évolution
La version initiale de 1984 a été complétée par plusieurs versions recréant des conflits plus « locaux » : Axis & Allies Pacific, Axis & Allies Europe, Axis & Allies D-Day et, en 2006, Axis & Allies Battle of the Bulge.
En 2004, une version révisée d'Axis & Allies est commercialisée. Celle-ci apporte certaines modifications au plateau de jeu, apportant ainsi plus de dynamisme sur le front de l'est ainsi que plus de réalisme avec les zones infranchissables tel le Sahara. De nouvelles unités apparaissent également (artilleries et destroyers) et d'autres voient leurs caractéristiques adaptées (prix, capacités offensives ou défensives). De plus, 30 nouvelles règles optionnelles s'ajoutent pour améliorer grandement le gameplay comme les garnisons coloniales britanniques permettant en début de partie d'avoir un complexe industriel supplémentaire.Enfin, le concept de villes de victoire (victory cities) apparaît, permettant ainsi de réguler la durée de la partie.
Des variantes existent qui commencent en 1939. Par ailleurs, une version du jeu en jeu libre sur ordinateur existe sous le nom de triplea.
Une dernière version de axis allies est sortie fin 2009, éditée par Avallon hill. Cette version rajoute l'Italie et la France jouable plus une nouvelle unité, le croiseur, les Chinois sont toujours contrôlés par le joueur US mais gérés séparément. 
Une nouvelles variante est également sorties:un Axies&Allies Napoleonics.

### Aide de jeu
Selon la règle (de la version de 2004) :
- "L'URSS a une économie faible et est directement menacée. Cependant elle peut obtenir des gains rapidement tôt dans la partie. Si vous êtes intéressé par une grande guerre terrestre, elle peut vous convenir".
- "L'Allemagne a une économie forte, mais elle est encerclée. Elle commence à proximité des capitales adverses et peut rapidement remporter la victoire si elle n'est pas contrée. Si vous voulez être au centre de l'attention prenez-la.Elle est probablement le meilleur choix à faire de tous les pays".
- "Le Royaume-Uni: possède de très nombreux territoires à travers le monde. Il peut subir des attaques terrestres, navales et aériennes, mais peut rendre facilement la pareille. Si vous voulez une puissance équilibrée, choisissez le Royaume-Uni."
- Le Japon:"Contrôle presque tout le Pacifique et a une flotte importante qui peut frapper les 3 alliés, mais il ne doit pas trop éparpiller ses forces. Si vous voulez une importante guerre maritime et terrestre, prenez le Japon."
- Les États-Unis:"Ont la plus forte économie, mais ils sont loin de l'action. Ils doivent donc mobiliser rapidement leurs troupes pour ne pas être bloqués dans leur hémisphère. Si vous avez comme atouts la patience et la force, prenez-les!"

## Spin-off
- Axis & Allies: Revised
- Axis & Allies: 1942
- Axis & Allies: 50th Anniversary Edition
- Axis & Allies: Pacific
- Axis & Allies: Europe
- Axis & Allies: Pacific 1940
- Axis & Allies: Europe 1940
- Axis & Allies: D-Day
- Axis & Allies: Battle of the Bulge
- Axis & Allies: Guadalcanal
- Axis and Allies 1914 : Une nouvelle version du jeu se déroulant durant la première guerre mondiale est actuellement en développement. L'empire austro-hongrois et l'empire Ottoman feront partie des nouveaux pays et le jeu pourra comporter jusqu'à huit joueurs[1].

## Axis & Allies Miniatures
Axis & Allies Miniatures (en) est un système de jeu de guerre miniature comprenant à la fois un jeu de règles et une ligne de miniatures à collectionner à l'échelle 1/100 (échelle de 15 mm).

## Adaptation
Axis and Allies a été adapté dans une série de jeux vidéo simplement intitulée Axis and Allies. Les jeux sont sortis sur différentes plates-formes telles que CD-i, PC (Windows)
Java (Windows, macOS, Linux.